# Lange Hecke
Lange Hecke bezeichnet eine archäologische Fundstelle der Urnenfelder- und Völkerwanderungszeit in der unterfränkischen Gemeinde Kahl am Main im Landkreis Aschaffenburg, Bayern. Die vom späten 4. Jahrhundert bis zum mittleren Drittel des 5. Jahrhunderts n. Chr. datierende völkerwanderungszeitliche Siedlungsstelle mit birituellem Gräberfeld ist ein wichtiges Bindeglied zur Erforschung der ethnischen und politischen Verhältnisse der germanischen Bevölkerung im Mainmündungsgebiet am Übergang der Spätantike zum Frühmittelalter. Darüber hinaus erhellt die mehrperiodige Fundstelle die spätbronzezeitlichen Siedlungsstrukturen der Urnenfelderkultur.

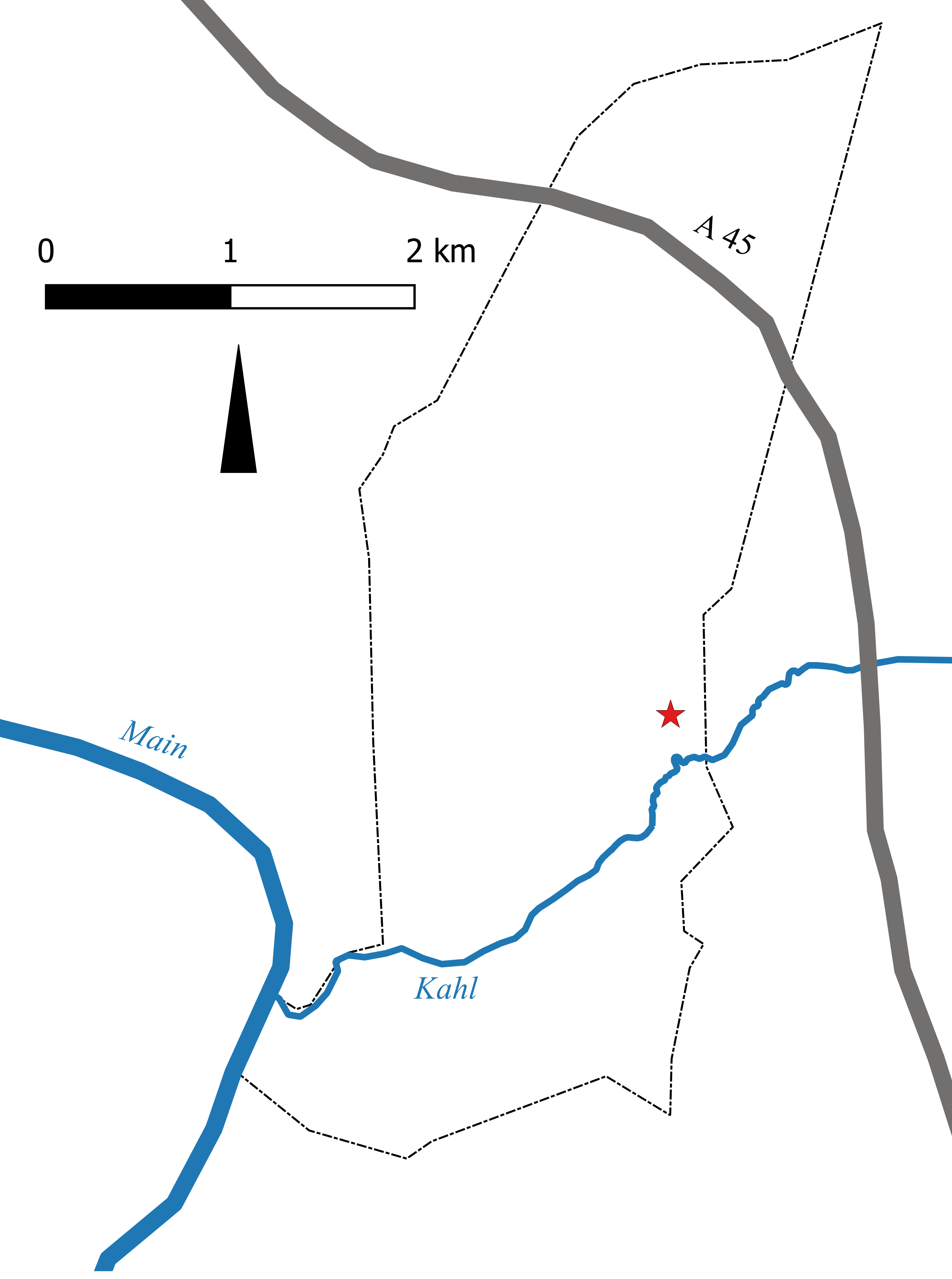
Lage der Fundstelle Lange Hecke im Gemeindegebiet Kahl am Main

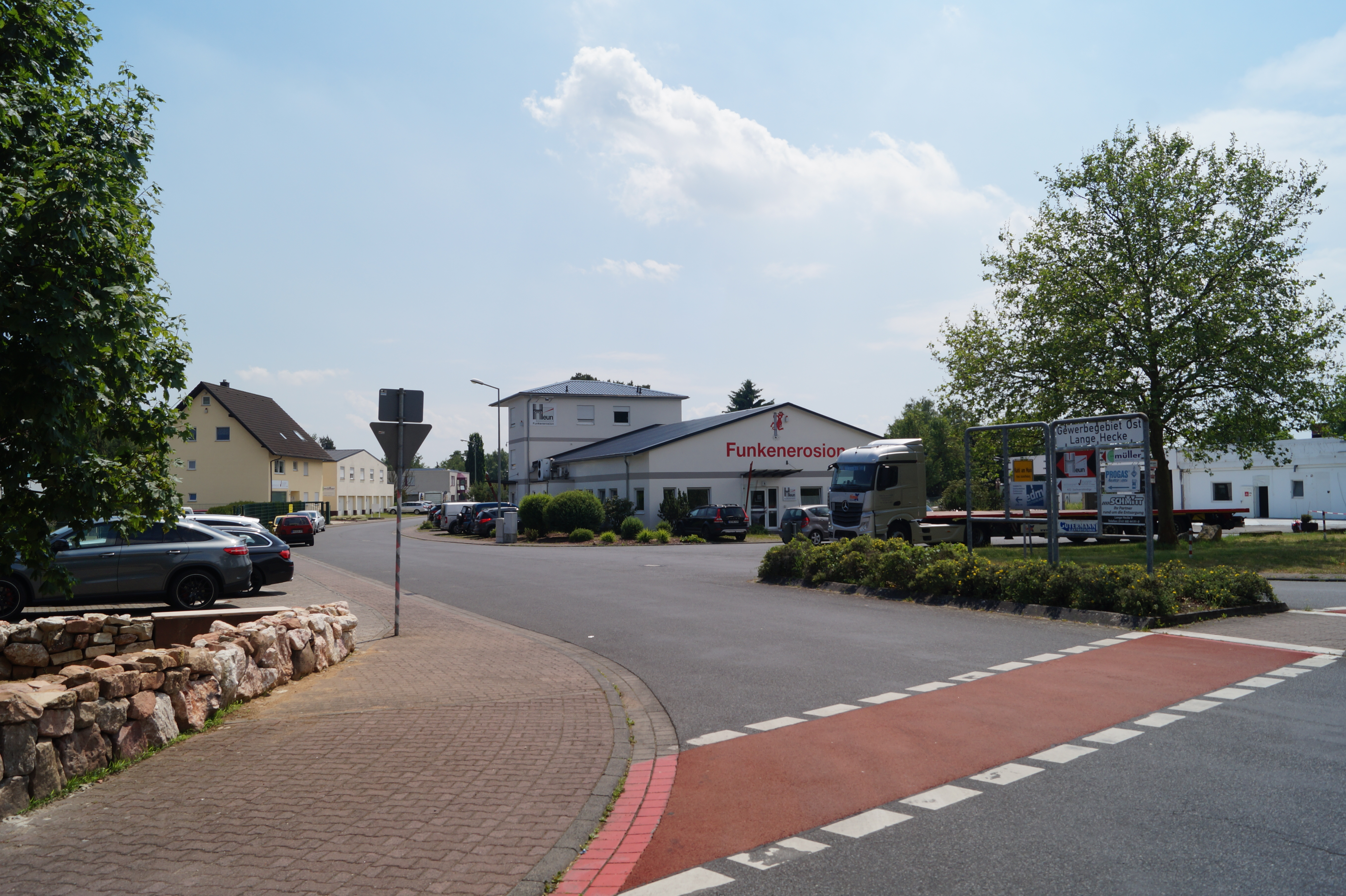
Fundstelle „Lange Hecke“, Zustand 2017

## Lage
Zwischen der hessischen Landesgrenze, unterhalb der Stadt Hanau, und dem westlichen Höhenrücken des Spessarts (Hahnenkamm) mündet der Fluss Kahl in den Main. Hier befindet sich die heutige Gemeinde Kahl am Main. Die Fundstelle befindet sich am östlichen Ortsausgang, im Gewerbegebiet Lange Hecke 120 m ü. NN (Lage) an der Bundesstraße in Richtung Alzenau. Die Kahlniederung befindet sich etwa 40 m südlich der Fundstelle.

## Forschungsgeschichte
Bereits im 19. Jahrhundert wurden in der Umgebung von Kahl am Main urnenfelderzeitliche Brandbestattungen geborgen sowie Keramik und Knochen aus einem hallstattzeitlichen Hügelgrab von Anwohnern an Frankfurter Museen übergeben. Auch Steingeräte aus der Jungsteinzeit wurden in der Nähe des Bahnhofes am Übergang zum 20. Jahrhunderts gefunden. Seitdem bargen Archäologen neben Urnenbestattungen auch ein Gefäßdepot der Stufe Wölfersheim. Ebenso deuten Lesefunde auf mittelkaiserzeitliche und frühmittelalterliche Besiedlungen in Kahl am Main hin.

## Archäologische Ausgrabungen

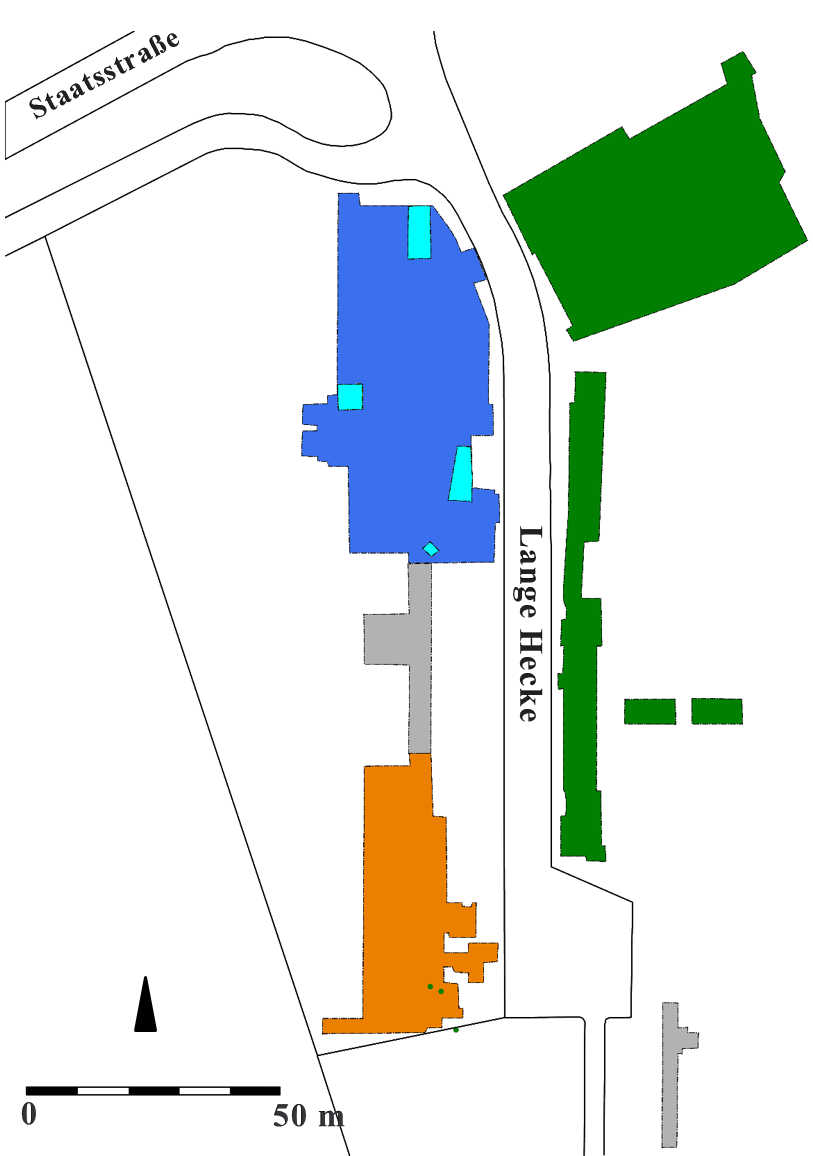
Der Plan der Ausgrabungsflächen von 1988/89 (nach Felix Teichner):
grün: Siedlungsspuren der Urnenfelderkultur;
blau: Gräberfeld der Völkerwanderungszeit;
türkis: urnenfelderzeitliche Siedlungsspuren unter völkerwanderungszeitlichen Befunden;
orange: völkerwanderungszeitliche Siedlungsspuren;
grüne Punkte: urnenfelderzeitliche Urnenbestattungen;
grau: befundleer

Schon die bis Ende der 1980er Jahre entdeckten Funde in der Kahler Umgebung ließen auf weitere vor- und frühgeschichtliche Befunde  schließen. Bei einer Ortsbesichtigung des Bayerischen Landesamts für Denkmalpflege, Außenstelle Würzburg, die im Vorfeld der Erschließungsarbeiten für das neue Gewerbegebiet-Ost durchgeführt wurde, wurde eine planmäßige archäologische Sicherungsgrabung in Kooperation mit der Kahler Gemeinde beschlossen, um die vermuteten archäologischen Strukturen fachgerecht zu bergen. Die Ausgrabungen in den Jahren 1988/89 erstreckten sich auf einer Fläche von 0,62 ha beidseitig der Stichstraße Lange Hecke und förderten Spuren einer urnenfelderzeitlichen Besiedlung, weiterer Urnenbestattungen sowie einer völkerwanderungszeitlichen Siedlung mit dazugehörigem Gräberfeld zu Tage. Die Nord-Süd-Achse der Siedlung konnte bei den Grabungen erfasst werden. Die westlichen und östlichen Randbereiche sind allerdings zur Zeit der Ausgrabung durch vorangegangene Bauarbeiten weitestgehend zerstört gewesen.

### Urnenfelderkultur
Das Gebiet von Kahl am Main weist eine große Funddichte an urnenfelderzeitlichen Fundstellen auf, die für Bayern außergewöhnlich ist. In diesem Zusammenhang stehen auch die spätbronzezeitlichen Grab- und Siedlungsfunde der Langen Hecke. Neben drei Urnenbestattungen, die hangabwärts im südlichen Bereich der Grabungsfläche zwischen völkerwanderungszeitlichen Befunden entdeckt wurden, wurden hangaufwärts mindestens sechs Gebäudestrukturen anhand von Pfostenlöchern identifiziert. Darüber hinaus weisen Steinpflasterungen und Gruben (sowohl Vorrats-, Materialientnahme- als auch Schlitzgruben) auf Siedlungstätigkeiten im unteren Kahlgrund hin, die allgemein in die jüngere Urnenfelderzeit (Stufe Ha B) datiert werden können. Die Bauten weisen eine NW-SO-Orientierung auf und können anhand ihrer unterschiedlichen Grundflächen in zweischiffige Wohn- oder Stallbauten (Bau I-III), kleinere Wirtschaftsgebäude (Bau IV, VI) und einen quadratischen Speicherbau (Bau V) untergliedert werden. Vergleichbare architektonische Konstruktionen wurden auch in anderen offenen Siedlungen der Urnenfelderkultur in Hessen, Baden-Württemberg und Bayern beobachtet.

### Völkerwanderungszeit

#### Siedlung

Plan der völkerwanderungszeitlichen Siedlung (nach Felix Teichner)

Auf der vom Hochwasser geschützten Terrasse am Südhang finden sich Spuren der ehemaligen Siedlung. In einer Tiefe von ca. 0,4 m zeichnen sich im sandigen Untergrund Pfostenlöcher, Grundrisse von Vorratsgruben und zwei Grubenhäusern ab. Eine besondere Ausrichtung der Gebäude auf einen Platz oder Weg ist nicht zu erkennen. Die langrechteckigen Firstpfostenbauten machen den größten Teil der Befunde aus. Sie sind von kleineren Vierpfostenbauten umgeben. Die zwei tiefer liegenden, quadratischen Pfostengruben können als Speicherbauten angesprochen werden. Die gefundene Keramik innerhalb der Siedlung besteht hauptsächlich aus importierter Drehscheibenware aus linksrheinisch, römischen Gebieten. In der Nähe des nördlichen Grubenhauses befindet sich ein Rennofen, in dessen Umfeld Reste von Eisenschlacke in Lehmbrocken gefunden wurde. Im östlichen Grubenhaus wurde auf dem Hausboden Reste von einer Herdplatte und Fragmente von Schmelztiegeln gefunden. Hierzu kommen zerkleinerte Stücke von spätrömischen Bronzegefäßen und Militaria. Im Süden der Siedlung lassen die zweireihigen Pfostenlöcher und zwei Gräben einen massiven Zaun zum Siedlungsschutz gegen Angreifer und Hochwasser vermuten. Im Brandschutt innerhalb der Gräben wurde eine spätrömische Geschossspitze und verbrannte Menschenknochen gefunden.

#### Gräberfeld

Plan des völkerwanderungszeitlichen Gräberfeldes (nach Felix Teichner)

Das völkerwanderungszeitliche Gräberfeld erstreckt sich weniger als 50 m von der Siedlung entfernt über eine Fläche von 1650 m². Insgesamt wurden 221 Gräber erfasst: 13 Körperbestattungen und 208 Brandgräber. Letztere können noch weiter in Knochenlager ohne Brandschutt, Brandschüttungs-, Brandgruben- und Kollektivgräber unterschieden werden.
Knochenlager ohne Brandschutt stellen den Großteil der Kahler Brandgräber dar, hier wurde nur der ausgelesene Leichenbrand deponiert, während im Brandschüttungsgrab auch noch kleine Mengen Verbrennungsrückstände beigesetzt wurden. In beiden Fällen kann wegen der kompakten Lagerung des Leichenbrandes davon ausgegangen werden, dass die menschlichen Überreste in einem organischen Behältnis (beispielsweise aus Stoff, Leder oder Holz) niedergelegt wurden, das mit der Zeit verrottete. Auf der gesamten Fläche wurde nur ein Brandgrab mit einer keramischen Urne geborgen. Die Brandgrubengräber unterscheiden sich vom Brandschüttungsgrab dahingehend, dass die gesamte Grube mit Brandschutt verfüllt wurde und es keine Auslesung des Leichenbrandes gegeben hat.
Eine Besonderheit des Kahler Gräberfelds sind die Kollektivgräber mit Brandbestattungen, die im südwestdeutschen Raum keine Parallelen haben. Die bis zu 2 m tiefen Grabgruben erreichten eine Fläche von maximal 8 m² und enthielten neben Brandschutt mit Leichenbrand und kleinteiligen Beigabenresten auch unverbrannte Sekundärbeigaben auf der Grubensohle. Diese Aspekte sprechen für kulturelle Verbindungen in den ostgermanischen Raum der Przeworsk-Kultur Polens und der Dobrodzień-Guttentag-Stufe in Oberschlesien. Darüber hinaus kann davon ausgegangen werden, dass der aufwendigere Grabbau  für gesellschaftlich höher gestellte Individuen angelegt wurde.
Die Körperbestattungen können aufgrund ihrer Lage in eine Nord- und eine Südgruppe unterteilt werden. Die Skelette waren wegen  des kalkarmen und alkalischen Bodens überwiegend zersetzt und nur noch anhand des sogenannten Leichenschattens erkennbar. Durchschnittlich größer als andere Grabbauten der Epoche und mit einer Abstufung versehen, scheinen die Körpergräber eine vereinfachte Form der Nischen- oder Kammergräber des Kaukasusgebietes zu repräsentieren. Die Gräber waren teilweise schon antik beraubt.
Die Brand- und Körpergräber wurden zum Teil zeitgleich angelegt, man kann also von einem birituellen Grabbrauch sprechen.

Beigaben aus dem Körpergrab 213: Die Kleeblattkanne (Eifler Ware) und der handgemachte Rillenbecher in rekonstruierter Originallage (Bild: Felix Teichner)
Körpergrab 212 mit erhaltenem Teilskelett (Bild: Felix Teichner)
Befundsituation eines Knochenlagers (Grab 94) während der Ausgrabungen (Bild: Felix Teichner)

#### Anthropologische Untersuchungen
Anthropologische Untersuchungen zu Alter, Geschlecht und Demographie innerhalb der völkerwanderungszeitlichen Nekropole konnten an 193 Gräbern durchgeführt werden. Insgesamt konnten 202 Individuen unterschieden werden, darunter 107 Frauen und 48 Männer. Bei den weiblichen Bestatteten überwiegen adulte Individuen (20 bis 40 Jahre), was mit der hohen Komplikationsrate während Schwangerschaft und Geburt zusammen hängen wird. Auffällig bei der Altersverteilung der männlichen Individuen ist die geringe Anzahl an juvenilen bzw. adulten Männern (13–40 Jahre).
Sowohl die Überzahl an weiblichen Individuen als auch das relativ hoher Alter der männlichen Bestatteten verweisen darauf, dass die jungen Männer die Ansiedlung verließen und, sofern nicht in der Fremde verstorben, im maturen Alter (40–60) in die Heimat zurückkehrten. Aufgrund des Beigabenspektrums in den Gräbern, das neben germanischer Ware auch Glasgefäße, römische Militärausrüstung, Terra Sigillata und Terra nigra umfasst, gehen Forscher davon aus, dass die waffenfähigen Männer im römischen Grenzheer als foederati dienten.

#### Historischer Kontext
Durch die Errichtung der römischen Kastellanlagen zum Ausbau des Mainlimes entwickelten sich auch zivile Ansiedlungen und Einflüsse auf die germanische Bevölkerung. Die Nähe der Siedlung zu dem Kastell Großkrotzenburg spricht für eine direkte Beeinflussung zwischen den germanischen Siedlern und den römischen Vorposten. Der Fund eines limeszeitlichen Gefäßes in Bereich der Fundstelle bestätigt einen Austausch zwischen den beiden Gruppen.
Die völkerwanderungszeitliche Siedlung und Nekropole der Langen Hecke können chronologisch in drei Phasen untergliedert werden. Phase I umfasst das späte 4. Jahrhundert n. Chr. und ist somit in die nachvalentinianische Epoche einzuordnen. Phase II wird als späteströmisch angesprochen, setzt sich also aus den ersten Jahrzehnten des 5. Jahrhunderts zusammen. Die dritte Phase (bis 450/470 n. Chr.) wird aufgrund des Fundmaterials schon in die protomerowingische Zeit eingeordnet. Die Ansiedlung fällt also in die nachlimeszeitliche Zeit ab 260 n. Chr., in der auch vermehrt die von den Römern aufgegebenen Kastelle (z. B. Stockstadt, Hainstadt, Seligenstadt und Großkrotzenburg) germanische Nutzungsspuren aufweisen. Die römische Infrastruktur und landwirtschaftlichen Nutzflächen blieben den neuen Siedlern aber weiterhin erhalten. Trotz germanischer Nutzung des Kastells Großkrotzenburg nach Abzug der Römer, wurde eine Münze des Honorius aus der ersten Hälfte des 5. Jahrhunderts gefunden, was für einen langen römischen Warenzugang spricht. Nach dem Abzug der Römer dominierte die handgemachte Ware der germanischen Bevölkerung. Der Umstand, dass die Siedlung im Gebiet des heutigem Kahl am Main unbeeinflusst von vorangegangenen Siedlungen entstanden ist, spricht für die Anziehung der römischen Kastellanlagen auf die germanische Bevölkerung. Hierbei ist die Präsenz der römischen Importware, die innerhalb der Siedlung und des Gräberfeldes gefunden wurde, ein Indiz für die Beeinflussung. Eine weitere Bestätigung für die Beziehungen sind die unterrepräsentierten männlichen Individuen im wehrfähigen Alter innerhalb des Gräberfeldes, die als foederati woanders bestattet wurden oder erst im gehobenen Alter in Kahl am Main verstarben.
Im Verlauf des 4. Jahrhunderts verdichtete sich auch die Besiedlung der germanischen Höhenburgen. Spätrömische Münzfunde in der Höhenburg bei Kreuzwertheim lassen vermuten, dass die Höhenburgen im Dienste der römischen Grenzverteidigung standen. Weitere Höhenburgen, wie die Wettenburg und die Höhensiedlung am Glauberg entstanden im Gebiet der Mainlinie und dadurch Nahe der Ansiedlung Lange Hecke, was für die Bedeutung der grenznahen Siedlung spricht. Im Vergleich zu den Höhenburgen, wurde in der Siedlung ein ähnlich hoher Anteil an importierten provinzialrömischen Metall-, Glas- und Keramikwaren gefunden.
Zu Beginn des 5. Jahrhunderts waren bereits die germanischen Stämme der Alamannen und Burgunden innerhalb des Mainmündungsgebietes ansässig. Der römische Schriftsteller Ammianus Marcellinus beschreibt den Main am ehemaligen obergermanischen Limes als Grenze zwischen den beiden Gruppen. So ist es wahrscheinlich, dass sich die Siedlung im heutigen Kahl am Main im Grenzgebiet beider Stämme befand. Wie Ammianus berichtet, war nach dem Tod des Fürsten des Alemannenstammes der Bucinobanten 390, das Gebiet größtenteils unter burgundischer Kontrolle. Erst der weströmische Feldherr Flavius Aëtius drängte mit Unterstützung der Hunnen 435/437 die Burgunder in die rechtsrheinischen Gebiete.